# Barbara Pniewska
Barbara Elżbieta Pniewska (ur. 1 marca 1923 w Warszawie, zm. w 15 grudnia 1988) – polska metaloplastyczka, córka Bohdana Pniewskiego, absolwentka warszawskiej Akademii Sztuk Pięknych.
Studiowała także na Akademii w Krakowie. Brała udział w Wystawie Młodej Plastyki w warszawskim Arsenale w 1955 roku. Tworzyła obrazy technikami własnymi. Najbardziej charakterystyczne cechy twórczości Pniewskiej to synteza awangardowej konstrukcji malarskiej i tradycyjne oraz tworzywo spoza malarskiego warsztatu – drewno, blacha i gwoździe.
W styczniu 1976 roku podpisała list protestacyjny do Komisji Nadzwyczajnej Sejmu PRL przeciwko zmianom w Konstytucji Polskiej Rzeczypospolitej Ludowej.
Jej prace znajdują się w kolekcjach zagranicznych, m.in. Oppenheim Collection of Modern Polish Art w Los Angeles.